# Associazione Calcio Messina (1928-1940)

L'A.C. Messina nel 1928-1929

L'Associazione Calcio Messina è stata una società calcistica italiana con sede nella città di Messina, attiva dal 1928 al 1940. Ha disputato sei campionati di Serie B.
La società nacque ufficialmente nell'autunno 1928, in seguito alla lunga crisi dirigenziale in seno all'Unione Sportiva Messinese. Presidente era Augusto Salvato, già ai vertici del Messina Football Club; ricopriva il doppio incarico di allenatore-giocatore il messinese Giovanni Panosetti. La divisa di gara era di colore bianco, bordata con i colori della città: rosso e giallo oro.
L'A.C. Messina rimase in vita fino al 1940; riuscì a conquistare la Serie B al termine della Prima Divisione 1931-1932. La squadra mantenne la categoria per sei stagioni consecutive, dal 1932-1933 fino alla retrocessione del 1937-1938. In Serie C, al terzo campionato (1940-41), la società si ritirò dopo solamente due giornate, poi sparì dal panorama calcistico.
Nel settembre del 1943, con la fusione tra l'Unione Sportiva Tenente Mario Passamonte e le principali squadre cittadine, l'A.C. Messina riapparve per un breve periodo, per poi scomparire subito..

## Allenatori e presidenti
- 1928-1929  Giovanni Panosetti
- 1929-1930  Giovanni Panosetti, poi Clemente Morando
- 1930-1931  Clemente Morando, poi Luigi Cevenini
- 1931-1932  Engelbert König
- 1932-1933  Engelbert König, poi György Orth
- 1933-1934  György Orth
- 1934-1935  Pietro Piselli, poi Ezio Sclavi
- 1935-1936  Angelo Mattea
- 1936-1937  Richard Klug, poi  Heinrich Bachmann
- 1937-1938  Cesare Migliorini, poi  Ferenc Plemich
- 1938-1939  Albino Carraro
- 1939-1940  Engelbert König
- 1940  Domenico Mazzotta

- 1928-1929  Augusto Salvato
- 1929-1930  cav. comm. Sgoj-Savoja
- 1930-8 luglio 1932  cav. rag. Francesco Lombardo
- 8 luglio 1932-11 luglio 1932  Turchi (Segr. Fed. del Fascio)
- 11 luglio 1932-19 luglio 1932  barone Salleo
- 19 luglio 1932-27 luglio 1932  cav. Garufi
- 27 luglio 1932-7 ottobre 1932  cav. Salvatore
- 7 ottobre 1932-16 febbraio 1934  Scaglione
- 16 febbraio 1934-1940  cav. rag. Francesco Lombardo
- 1940  comm. straord. Francesco Grosso